# Nicolaus Olai Bothniensis
För generalprosten i Örebro, se Nicolaus Jacobi Bothniensis
Nicolaus Olai Bothniensis, född cirka 1550 i Piteå, död 18 maj 1600 i Stockholm, var en svensk ärkebiskop, teolog och professor.

## Biografi
Nicolaus Olai Bothniensis var troligen son till Olof Nilsson i Piteå, och därmed sonson till birkarlen Nils Olofsson och brorson till Andreas Nicolai. Efter studier i Rostock verkade han som lärare i hebreiska och teologi vid Johan III:s högskola i Stockholm. Mot slutet av Johan III:s regering tycks Bothniensis ha intagit en mer kritisk hållning till kungens förmedlingsteologiska strävanden och motsatt sig dennes liturgi som bevarade vissa medeltida, katolska bruk. Uppgiften hos Johan Baazius d.ä. att han skulle suttit fängslad mellan 1589 och 1592 för sitt ställningstagande har dock ingen verklighetsgrund.
När Uppsala universitet återupprättades 1593 utnämndes Bothniensis till professor i Gamla testamentets exegetik. Mellan åren 1593 och 1599 var han också domprost i Uppsala, en tjänst som var prebende til med professuren. Han undervisade också  i hebreiska – han kallas Hebreæ Lingvæ Professor vid riksdagen 1599. Han valdes till ärkebiskop vid Abraham Angermannus avsättning 1599 men hann aldrig bli vigd till sitt ämbete innan han dog.
Bothniensis var en framstående författare av teologisk litteratur och var den stora auktoriteten under förhandlingarna vid Uppsala möte, där han på den andra dagen utsågs till ordförande. Enligt en samtida redogörelse för mötet skall han efter beslutet att anta Augsburgska bekännelsen som en av den svenska kyrkans symbola ha utropat "Nu är Sverige blivet en man, och alla hava vi en Herre och Gud" – en sentens som blivit idiomatisk för hur Uppsala möte har betraktats av eftervärlden. Bland hans skrifter kan nämnas Theses de Sacra Scriptura (1584).
Under 1590-talets politiska och religiösa kris tycks han ha tagit parti för Karl IX. Han deltog också i det så kallade Korvtåget då ett uppbåd samlades för att hindra det finska krigsfolkets landstigning i Roslagen under ledning av Arvid Eriksson Stålarm d.y.
Gift 1588 med Elisabet Grubb från den s.k. Bureätten. Hustrun gifte som änka om sig med domprosten Claudius Opsopæus. En son och döttrarna antog namnet Stjernman. Ena dottern var gift med biskop  Jacobus Johannis Zebrozynthius. En dotterson adlades under namnet Burensköld, och en sonsons son med namnet von Stierneman. En annan dotter var gift med Johannes Rudbeckius. Ett barnbarnsbarn var gift med ärkebiskopen Johan Baazius d.y..
Då han på sin dödsbädd var omgiven av flera präster, skall han uppmanande ha sagt till dem att "samvetsgrant sköta sitt kall som att vakta sig för papisternas och kalvinisternas villfarelser." .